# Eumerus tjanshanicus
Eumerus tjanshanicus är en tvåvingeart som beskrevs av Peck 1972. Eumerus tjanshanicus ingår i släktet månblomflugor, och familjen blomflugor. Inga underarter finns listade i Catalogue of Life.